# Benjamin Verbič
Benjamin Verbič (Celje, 27 novembre 1993) è un calciatore sloveno, attaccante o ala del Levadeiakos e della nazionale slovena.

## Caratteristiche tecniche
Gioca come ala sinistra ma può agire anche sulla fascia opposta, predilige convergere verso il centro per andare al tiro con entrambi i piedi. Possiede una buona tecnica individuale e velocità, tuttavia grazie alle sue ottime accelerazioni palla al piede è abile anche nel dribbling.

## Carriera

### Club
Ha iniziato la carriera calcistica con gli sloveni del Celje sua città natale. Il 27 aprile 2015 si accorda con il Copenaghen per passare poi ufficialmente alla squadra danese dal 1º luglio.. Il giocatore ha firmato un contratto quadriennale con la squadra danese. Il 23 dicembre 2017 passa agli ucraini della Dinamo Kiev, con il quale firma contratto di cinque anni e mezzo. Il 21 novembre 2020 gioca la sua partita numero 100 con la maglia della Dinamo Kiev.
Il 14 marzo 2022 viene ceduto in prestito al Legia Varsavia.

### Nazionale
Dopo avere fatto tutta la trafila delle nazionali giovanili slovene. Colleziona 5 presenze e una rete con l'Under-21 slovena. Il 30 marzo 2015 fa il suo esordio con la nazionale slovena, giocando da titolare in un'amichevole giocata a Doha contro il Qatar persa 1-0. L'11 novembre 2016 segna la sua prima rete in nazionale contro Malta, (decisiva per il risultato finale) in una partita valida alla qualificazione al Mondiale 2018.

## Statistiche

### Presenze e reti nei club
Statistiche aggiornate al 27 luglio 2022.
| Stagione             | Squadra              | Campionato           | Campionato | Campionato | Coppe nazionali | Coppe nazionali | Coppe nazionali | Coppe continentali | Coppe continentali | Coppe continentali | Altre coppe | Altre coppe | Altre coppe | Totale | Totale | Totale |
| Stagione             | Squadra              | Comp                 | Pres       | Reti       | Comp            | Pres            | Reti            | Comp               | Pres               | Reti               | Comp        | Pres        | Reti        | Pres   | Reti   |        |
| -------------------- | -------------------- | -------------------- | ---------- | ---------- | --------------- | --------------- | --------------- | ------------------ | ------------------ | ------------------ | ----------- | ----------- | ----------- | ------ | ------ | ------ |
| 2010-2011            | Celje                | 1.SNL                | 1          | 0          | CS              | 0               | 0               | -                  | -                  | -                  | -           | -           | -           | 1      | 0      |        |
| 2011-2012            | Celje                | 1.SNL                | 12         | 1          | CS              | 3               | 2               | -                  | -                  | -                  | -           | -           | -           | 15     | 3      |        |
| ago. 2012            | Šampion Celje        | 2.SNL                | 3          | 0          | CS              | 0               | 0               | -                  | -                  | -                  | -           | -           | -           | 3      | 0      |        |
| ago. 2012-2013       | Celje                | 1.SNL                | 26         | 3          | CS              | 6               | 3               | UEL                | 2                  | 0                  | -           | -           | -           | 34     | 6      |        |
| 2013-2014            | Celje                | 1.SNL                | 32         | 10         | CS              | 3               | 0               | UEL                | 2                  | 0                  | -           | -           | -           | 37     | 10     |        |
| 2014-2015            | Celje                | 1.SNL                | 32         | 15         | CS              | 7               | 1               | -                  | -                  | -                  | -           | -           | -           | 39     | 16     |        |
| Totale Celje         | Totale Celje         | Totale Celje         | 103        | 29         |                 | 19              | 6               |                    | 4                  | 0                  |             | -           | -           | 126    | 35     |        |
| 2015-2016            | Copenaghen           | SL                   | 26         | 3          | CD              | 2               | 0               | UEL                | 4                  | 2                  | -           | -           | -           | 32     | 5      |        |
| 2016-2017            | Copenaghen           | SL                   | 27         | 6          | CD              | 3               | 0               | UCL+UEL            | 9+1                | 0                  | -           | -           | -           | 40     | 6      |        |
| 2017-gen. 2018       | Copenaghen           | SL                   | 16         | 7          | CD              | 0               | 0               | UCL+UEL            | 6+5                | 1+3                | -           | -           | -           | 27     | 11     |        |
| Totale Copenaghen    | Totale Copenaghen    | Totale Copenaghen    | 69         | 16         |                 | 5               | 0               |                    | 25                 | 6                  |             | -           | -           | 99     | 22     |        |
| gen.-giu. 2018       | Dinamo Kiev          | PL                   | 12         | 4          | KU              | 2               | 0               | -                  | -                  | -                  | -           | -           | -           | 14     | 4      |        |
| 2018-2019            | Dinamo Kiev          | PL                   | 21         | 7          | KU              | 1               | 0               | UCL+UEL            | 4+7                | 2+3                | SU          | 1           | 0           | 34     | 12     |        |
| 2019-2020            | Dinamo Kiev          | PL                   | 25         | 11         | KU              | 4               | 1               | UCL+UEL            | 2+5                | 0+2                | SU          | 1           | 0           | 37     | 14     |        |
| 2020-2021            | Dinamo Kiev          | PL                   | 12         | 3          | KU              | 0               | 0               | UCL                | 9                  | 0                  | SU          | 0           | 0           | 21     | 3      |        |
| 2021-mar. 2022       | Dinamo Kiev          | PL                   | 9          | 2          | KU              | 1               | 1               | UCL                | 3                  | 0                  | SU          | 0           | 0           | 13     | 3      |        |
| mar.-giu. 2022       | Legia Varsavia       | EK                   | 7          | 0          | CP              | 1               | 0               | -                  | -                  | -                  | -           | -           | -           | 8      | 0      |        |
| lug. 2022            | Dinamo Kiev          | PL                   | -          | -          | -               | -               | -               | UCL                | 2                  | 0                  | SU          | -           | -           | 2      | 0      |        |
| Totale Dinamo Kiev   | Totale Dinamo Kiev   | Totale Dinamo Kiev   | 79         | 27         |                 | 8               | 2               |                    | 32                 | 7                  |             | 2           | 0           | 121    | 36     |        |
| 2022-2023            | Panathīnaïkos        | SL                   | 20+6       | 2          | CG              | 3               | 1               | UECL               | 0                  | 0                  | -           | -           | -           | 29     | 3      |        |
| 2023-2024            | Panathīnaïkos        | SL                   | 15         | 3          | CG              | 2               | 0               | UCL+UEL            | 4+0                | 0                  | -           | -           | -           | 21     | 3      |        |
| Totale Panathinaikos | Totale Panathinaikos | Totale Panathinaikos | 41         | 5          |                 | 5               | 1               |                    | 4                  | 0                  |             | -           | -           | 50     | 6      |        |
| Totale carriera      | Totale carriera      | Totale carriera      | 301        | 77         |                 | 38              | 9               |                    | 65                 | 13                 | -           | 2           | 0           | 409    | 99     |        |

### Cronologia presenze e reti in nazionale
| Cronologia completa delle presenze e delle reti in nazionale ― Slovenia | Cronologia completa delle presenze e delle reti in nazionale ― Slovenia | Cronologia completa delle presenze e delle reti in nazionale ― Slovenia | Cronologia completa delle presenze e delle reti in nazionale ― Slovenia | Cronologia completa delle presenze e delle reti in nazionale ― Slovenia | Cronologia completa delle presenze e delle reti in nazionale ― Slovenia | Cronologia completa delle presenze e delle reti in nazionale ― Slovenia | Cronologia completa delle presenze e delle reti in nazionale ― Slovenia |
| Data                                                                    | Città                                                                   | In casa                                                                 | Risultato                                                               | Ospiti                                                                  | Competizione                                                            | Reti                                                                    | Note                                                                    |
| ----------------------------------------------------------------------- | ----------------------------------------------------------------------- | ----------------------------------------------------------------------- | ----------------------------------------------------------------------- | ----------------------------------------------------------------------- | ----------------------------------------------------------------------- | ----------------------------------------------------------------------- | ----------------------------------------------------------------------- |
| 30-3-2015                                                               | Doha                                                                    | Qatar                                                                   | 1 – 0                                                                   | Slovenia                                                                | Amichevole                                                              | -                                                                       | 77’                                                                     |
| 23-3-2016                                                               | Capodistria                                                             | Slovenia                                                                | 1 – 0                                                                   | Macedonia                                                               | Amichevole                                                              | -                                                                       | 63’                                                                     |
| 28-3-2016                                                               | Belfast                                                                 | Irlanda del Nord                                                        | 1 – 0                                                                   | Slovenia                                                                | Amichevole                                                              | -                                                                       | 62’                                                                     |
| 5-6-2016                                                                | Lubiana                                                                 | Slovenia                                                                | 0 – 1                                                                   | Turchia                                                                 | Amichevole                                                              | -                                                                       | 46’                                                                     |
| 4-9-2016                                                                | Vilnius                                                                 | Lituania                                                                | 2 – 2                                                                   | Slovenia                                                                | Qual. Mondiali 2018                                                     | -                                                                       | 56’                                                                     |
| 8-10-2016                                                               | Lubiana                                                                 | Slovenia                                                                | 1 – 0                                                                   | Slovacchia                                                              | Qual. Mondiali 2018                                                     | -                                                                       |                                                                         |
| 11-10-2016                                                              | Lubiana                                                                 | Slovenia                                                                | 0 – 0                                                                   | Inghilterra                                                             | Qual. Mondiali 2018                                                     | -                                                                       |                                                                         |
| 11-11-2016                                                              | Ta' Qali                                                                | Malta                                                                   | 0 – 1                                                                   | Slovenia                                                                | Qual. Mondiali 2018                                                     | 1                                                                       |                                                                         |
| 14-11-2016                                                              | Breslavia                                                               | Polonia                                                                 | 1 – 1                                                                   | Slovenia                                                                | Amichevole                                                              | -                                                                       | 65’                                                                     |
| 26-3-2017                                                               | Glasgow                                                                 | Scozia                                                                  | 1 – 0                                                                   | Slovenia                                                                | Qual. Mondiali 2018                                                     | -                                                                       | 58’                                                                     |
| 10-6-2017                                                               | Lubiana                                                                 | Slovenia                                                                | 2 – 0                                                                   | Malta                                                                   | Qual. Mondiali 2018                                                     | -                                                                       |                                                                         |
| 1-9-2017                                                                | Trnava                                                                  | Slovacchia                                                              | 1 – 0                                                                   | Slovenia                                                                | Qual. Mondiali 2018                                                     | -                                                                       | 60’                                                                     |
| 4-9-2017                                                                | Lubiana                                                                 | Slovenia                                                                | 4 – 0                                                                   | Lituania                                                                | Qual. Mondiali 2018                                                     | 1                                                                       | 58’                                                                     |
| 5-10-2017                                                               | Londra                                                                  | Inghilterra                                                             | 1 – 0                                                                   | Slovenia                                                                | Qual. Mondiali 2018                                                     | -                                                                       |                                                                         |
| 8-10-2017                                                               | Lubiana                                                                 | Slovenia                                                                | 2 – 2                                                                   | Scozia                                                                  | Qual. Mondiali 2018                                                     | -                                                                       | 90+1’                                                                   |
| 23-3-2018                                                               | Klagenfurt                                                              | Austria                                                                 | 3 – 0                                                                   | Slovenia                                                                | Amichevole                                                              | −                                                                       | 86’                                                                     |
| 2-6-2018                                                                | Podgorica                                                               | Montenegro                                                              | 0 – 2                                                                   | Slovenia                                                                | Amichevole                                                              | -                                                                       | 62’                                                                     |
| 6-9-2018                                                                | Lubiana                                                                 | Slovenia                                                                | 1 – 2                                                                   | Bulgaria                                                                | UEFA Nations League 2018-2019 - 1º turno                                | -                                                                       |                                                                         |
| 9-9-2018                                                                | Nicosia                                                                 | Cipro                                                                   | 2 – 1                                                                   | Slovenia                                                                | UEFA Nations League 2018-2019 - 1º turno                                | -                                                                       | 46’                                                                     |
| 16-11-2018                                                              | Lubiana                                                                 | Slovenia                                                                | 1 – 1                                                                   | Norvegia                                                                | UEFA Nations League 2018-2019 - 1º turno                                | 1                                                                       | cap.                                                                    |
| 19-11-2018                                                              | Sofia                                                                   | Bulgaria                                                                | 1 – 1                                                                   | Slovenia                                                                | UEFA Nations League 2018-2019 - 1º turno                                | -                                                                       | 73’                                                                     |
| 21-3-2019                                                               | Haifa                                                                   | Israele                                                                 | 1 – 1                                                                   | Slovenia                                                                | Qual. Euro 2020                                                         | -                                                                       | 90’                                                                     |
| 24-3-2019                                                               | Lubiana                                                                 | Slovenia                                                                | 1 – 1                                                                   | Macedonia del Nord                                                      | Qual. Euro 2020                                                         | -                                                                       | 84’                                                                     |
| 6-9-2019                                                                | Lubiana                                                                 | Slovenia                                                                | 2 – 0                                                                   | Polonia                                                                 | Qual. Euro 2020                                                         | -                                                                       | 62’                                                                     |
| 9-9-2019                                                                | Lubiana                                                                 | Slovenia                                                                | 3 – 2                                                                   | Israele                                                                 | Qual. Euro 2020                                                         | 2                                                                       | 90+1’                                                                   |
| 10-10-2019                                                              | Skopje                                                                  | Macedonia del Nord                                                      | 2 – 1                                                                   | Slovenia                                                                | Qual. Euro 2020                                                         | -                                                                       | 65’                                                                     |
| 13-10-2019                                                              | Lubiana                                                                 | Slovenia                                                                | 0 – 1                                                                   | Austria                                                                 | Qual. Euro 2020                                                         | -                                                                       | 69’                                                                     |
| 16-11-2019                                                              | Lubiana                                                                 | Slovenia                                                                | 1 – 0                                                                   | Lettonia                                                                | Qual. Euro 2020                                                         | -                                                                       | 70’ 90+1’                                                               |
| 19-11-2019                                                              | Varsavia                                                                | Polonia                                                                 | 3 – 2                                                                   | Slovenia                                                                | Qual. Euro 2020                                                         | -                                                                       | 86’                                                                     |
| 7-10-2020                                                               | Lubiana                                                                 | Slovenia                                                                | 4 – 0                                                                   | San Marino                                                              | Amichevole                                                              | -                                                                       |                                                                         |
| 11-10-2020                                                              | Pristina                                                                | Kosovo                                                                  | 0 – 1                                                                   | Slovenia                                                                | UEFA Nations League 2020-2021 - 1º turno                                | -                                                                       | 75’                                                                     |
| 14-10-2020                                                              | Chișinău                                                                | Moldavia                                                                | 0 – 4                                                                   | Slovenia                                                                | UEFA Nations League 2020-2021 - 1º turno                                | -                                                                       |                                                                         |
| 11-11-2020                                                              | Lubiana                                                                 | Slovenia                                                                | 0 – 0                                                                   | Azerbaigian                                                             | Amichevole                                                              | -                                                                       | 46’                                                                     |
| 18-11-2020                                                              | Atene                                                                   | Grecia                                                                  | 0 – 0                                                                   | Slovenia                                                                | UEFA Nations League 2020-2021 - 1º turno                                | -                                                                       | 67’                                                                     |
| 8-10-2021                                                               | Ta' Qali                                                                | Malta                                                                   | 0 – 4                                                                   | Slovenia                                                                | Qual. Mondiali 2022                                                     | -                                                                       | 61’                                                                     |
| 11-10-2021                                                              | Maribor                                                                 | Slovenia                                                                | 1 – 2                                                                   | Russia                                                                  | Qual. Mondiali 2022                                                     | -                                                                       | 51’ 53’                                                                 |
| 11-11-2021                                                              | Trnava                                                                  | Slovacchia                                                              | 2 – 2                                                                   | Slovenia                                                                | Qual. Mondiali 2022                                                     | -                                                                       | 59’                                                                     |
| 14-11-2021                                                              | Lubiana                                                                 | Slovenia                                                                | 2 – 1                                                                   | Cipro                                                                   | Qual. Mondiali 2022                                                     | -                                                                       | 31’                                                                     |
| 26-3-2022                                                               | Al Rayyan                                                               | Croazia                                                                 | 1 – 1                                                                   | Slovenia                                                                | Amichevole                                                              | -                                                                       | 63’                                                                     |
| 29-3-2022                                                               | Al Rayyan                                                               | Qatar                                                                   | 0 – 0                                                                   | Slovenia                                                                | Amichevole                                                              | -                                                                       | 77’                                                                     |
| 2-6-2022                                                                | Lubiana                                                                 | Slovenia                                                                | 0 – 2                                                                   | Svezia                                                                  | UEFA Nations League 2022-2023 - 1º turno                                | -                                                                       | 76’                                                                     |
| 9-6-2022                                                                | Oslo                                                                    | Norvegia                                                                | 0 – 0                                                                   | Slovenia                                                                | UEFA Nations League 2022-2023 - 1º turno                                | -                                                                       | 66’                                                                     |
| 12-6-2022                                                               | Lubiana                                                                 | Slovenia                                                                | 2 – 2                                                                   | Serbia                                                                  | UEFA Nations League 2022-2023 - 1º turno                                | -                                                                       | 78’                                                                     |
| 24-9-2022                                                               | Lubiana                                                                 | Slovenia                                                                | 2 – 1                                                                   | Norvegia                                                                | UEFA Nations League 2022-2023 - 1º turno                                | -                                                                       | 71’                                                                     |
| 27-9-2022                                                               | Solna                                                                   | Svezia                                                                  | 1 – 1                                                                   | Slovenia                                                                | UEFA Nations League 2022-2023 - 1º turno                                | -                                                                       | 85’                                                                     |
| 17-11-2022                                                              | Cluj-Napoca                                                             | Romania                                                                 | 1 – 2                                                                   | Slovenia                                                                | Amichevole                                                              | -                                                                       | 66’ 78’                                                                 |
| 20-11-2022                                                              | Lubiana                                                                 | Slovenia                                                                | 1 – 0                                                                   | Montenegro                                                              | Amichevole                                                              | -                                                                       | 75’ 81’                                                                 |
| 23-3-2023                                                               | Astana                                                                  | Kazakistan                                                              | 1 – 2                                                                   | Slovenia                                                                | Qual. Euro 2024                                                         | -                                                                       | 70’                                                                     |
| 26-3-2023                                                               | Lubiana                                                                 | Slovenia                                                                | 2 – 0                                                                   | San Marino                                                              | Qual. Euro 2024                                                         | -                                                                       | 82’                                                                     |
| 16-6-2023                                                               | Helsinki                                                                | Finlandia                                                               | 2 – 0                                                                   | Slovenia                                                                | Qual. Euro 2024                                                         | -                                                                       | 78’                                                                     |
| 19-6-2023                                                               | Lubiana                                                                 | Slovenia                                                                | 1 – 1                                                                   | Danimarca                                                               | Qual. Euro 2024                                                         | -                                                                       | 90+3’                                                                   |
| 10-9-2023                                                               | Serravalle                                                              | San Marino                                                              | 0 – 4                                                                   | Slovenia                                                                | Qual. Euro 2024                                                         | -                                                                       | 65’                                                                     |
| 14-10-2023                                                              | Lubiana                                                                 | Slovenia                                                                | 3 – 0                                                                   | Finlandia                                                               | Qual. Euro 2024                                                         | -                                                                       | 80’                                                                     |
| 17-10-2023                                                              | Belfast                                                                 | Irlanda del Nord                                                        | 0 – 1                                                                   | Slovenia                                                                | Qual. Euro 2024                                                         | -                                                                       | 84’                                                                     |
| 17-11-2023                                                              | Copenaghen                                                              | Danimarca                                                               | 2 – 1                                                                   | Slovenia                                                                | Qual. Euro 2024                                                         | -                                                                       | 73’                                                                     |
| 20-11-2023                                                              | Lubiana                                                                 | Slovenia                                                                | 2 – 1                                                                   | Kazakistan                                                              | Qual. Euro 2024                                                         | 1                                                                       | 72’ 86’                                                                 |
| 21-3-2024                                                               | Ta' Qali                                                                | Malta                                                                   | 2 – 2                                                                   | Slovenia                                                                | Amichevole                                                              | -                                                                       | 46’                                                                     |
| 26-3-2024                                                               | Lubiana                                                                 | Slovenia                                                                | 2 – 0                                                                   | Portogallo                                                              | Amichevole                                                              | -                                                                       | 87’                                                                     |
| 15-6-2024                                                               | Stoccarda                                                               | Slovenia                                                                | 1 – 1                                                                   | Danimarca                                                               | Euro 2024 - 1º turno                                                    | -                                                                       | 67’                                                                     |
| 20-6-2024                                                               | Monaco di Baviera                                                       | Slovenia                                                                | 1 – 1                                                                   | Serbia                                                                  | Euro 2024 - 1º turno                                                    | -                                                                       | 76’                                                                     |
| 1-7-2024                                                                | Francoforte sul Meno                                                    | Portogallo                                                              | 0 – 0 dts (3 – 0 dtr)                                                   | Slovenia                                                                | Euro 2024 - Ottavi di finale                                            | -                                                                       | 87’                                                                     |
| 6-6-2025                                                                | Lussemburgo                                                             | Lussemburgo                                                             | 0 – 1                                                                   | Slovenia                                                                | Amichevole                                                              | -                                                                       | 78’                                                                     |
| 10-6-2025                                                               | Celje                                                                   | Slovenia                                                                | 2 – 1                                                                   | Bosnia ed Erzegovina                                                    | Amichevole                                                              | 1                                                                       | 80’                                                                     |
| Totale                                                                  |                                                                         | Presenze                                                                | 63                                                                      |                                                                         | Reti                                                                    | 7                                                                       |                                                                         |

## Palmarès

### Club

#### Competizioni nazionali
- Campionato danese: 2

Copenaghen: 2015-2016, 2016-2017
- Coppa di Danimarca: 2

Copenaghen: 2015-2016, 2016-2017
- Supercoppa d'Ucraina: 3

Dinamo Kiev: 2018, 2019, 2020
- Coppa d'Ucraina: 2

Dinamo Kiev: 2019-2020, 2020-2021
- Campionato ucraino: 1

Dinamo Kiev: 2020-2021
- Coppa di Grecia: 1

Panathīnaïkos: 2023-2024